# Erika Köllinger
Erika Köllinger (* 1941; † 21. November 2005 in Berlin) war eine deutsche Schauspielerin und Kabarettistin.

## Leben
Erika Köllinger (geb. Diederich) studierte 1965–1970 Kulturwissenschaften und Theaterwissenschaften an der Karl-Marx-Universität Leipzig und an der Theaterhochschule Leipzig. Sie war verheiratet mit dem Theaterwissenschaftler, Librettisten, Ballettdirektor und Publizisten Bernd Köllinger.
Köllinger war von 1987 bis 1990 Ensemblemitglied der Berliner Distel und von 1993 bis zu ihrem Tod Mitglied des Ensembles des Berliner Brettl unter Leitung von Michael Hansen.
Köllinger starb im November 2005. Ihre letzte Ruhestätte befindet sich auf dem Friedhof St. Petri-Luisenstadt.

## Filmografie (Auswahl)
- 1973: Das zweite Leben des Friedrich Wilhelm Georg Platow
- 1973/1990: Die Taube auf dem Dach
- 1976: Man nennt mich jetzt Mimi...
- 1984: Kaskade rückwärts
- 1988: Ich liebe dich – April! April!
- 1993: Sommerliebe